# Storbritanniens minister för Wales
Storbritanniens minister för Wales (formellt på engelska: His Majesty's Principal Secretary of State for Wales, på kymriska: Ysgrifennydd Gwladol Cymru) är en ministerpost i Storbritanniens regering. Den inrättades den 28 oktober 1951.

## Storbritanniens ministrar för Wales
| Namn                | Tillträdde       | Avgick           | Parti            |
| ------------------- | ---------------- | ---------------- | ---------------- |
| David Maxwell Fyfe  | 28 oktober 1951  | 18 oktober 1954  | Konservativ      |
| Gwilym Lloyd George | 18 oktober 1954  | 13 januari 1957  | Konservativ      |
| Henry Brooke        | 13 januari 1957  | 9 oktober 1961   | Konservativ      |
| Charles Hill        | 9 oktober 1961   | 13 juli 1962     | National Liberal |
| Keith Joseph        | 13 juli 1962     | 16 oktober 1964  | Konservativ      |
| James Griffiths     | 16 oktober 1964  | 5 april 1966     | Labour           |
| Cledwyn Hughes      | 5 april 1966     | 5 april 1968     | Labour           |
| George Thomas       | 5 april 1968     | 20 juni 1970     | Labour           |
| Peter Thomas        | 20 juni 1970     | 5 mars 1974      | Konservativ      |
| John Morris         | 5 mars 1974      | 5 maj 1979       | Labour           |
| Nicholas Edwards    | 5 maj 1979       | 13 juni 1987     | Konservativ      |
| Peter Walker        | 13 juni 1987     | 4 maj 1990       | Konservativ      |
| David Hunt          | 4 maj 1990       | 27 maj 1993      | Konservativ      |
| John Redwood        | 27 maj 1993      | 26 juni 1995     | Konservativ      |
| David Hunt          | 26 juni 1995     | 5 juli 1995      | Konservativ      |
| William Hague       | 5 juli 1995      | 3 maj 1997       | Konservativ      |
| Ron Davies          | 3 maj 1997       | 27 oktober 1998  | Labour           |
| Alun Michael        | 27 oktober 1998  | 28 juli 1999     | Labour           |
| Paul Murphy         | 28 juli 1999     | 24 oktober 2002  | Labour           |
| Peter Hain          | 24 oktober 2008  | 24 januari 2008  | Labour           |
| Paul Murphy         | 24 januari 2008  | 5 juni 2009      | Labour           |
| Peter Hain          | 5 juni 2009      | 11 maj 2010      | Labour           |
| Cheryl Gillan       | 11 maj 2010      | 4 september 2012 | Konservativ      |
| David Jones         | 4 september 2012 | 14 juli 2014     | Konservativ      |
| Stephen Crabb       | 14 juli 2014     | 19 mars 2016     | Konservativ      |
| Alun Cairns         | 19 mars 2016     | 6 november 2019  | Konservativ      |
| Simon Hart          | 16 december 2019 | 7 juli 2022      | Konservativ      |
| Robert Buckland     | 7 juli 2022      | 25 oktober 2022  | Konservativ      |
| David TC Davies     | 25 oktober 2022  | 5 juli 2024      | Konservativ      |
| Jo Stevens          | 5 juli 2024      | nuvarande        | Labour           |